# Loch Dungeon
Loch Dungeon är en sjö i Storbritannien.   Den ligger i riksdelen Skottland, i den centrala delen av landet, 500 km nordväst om huvudstaden London. Loch Dungeon ligger 615 meter över havet.  I omgivningarna runt Loch Dungeon växer i huvudsak blandskog.